# Supermodernismus

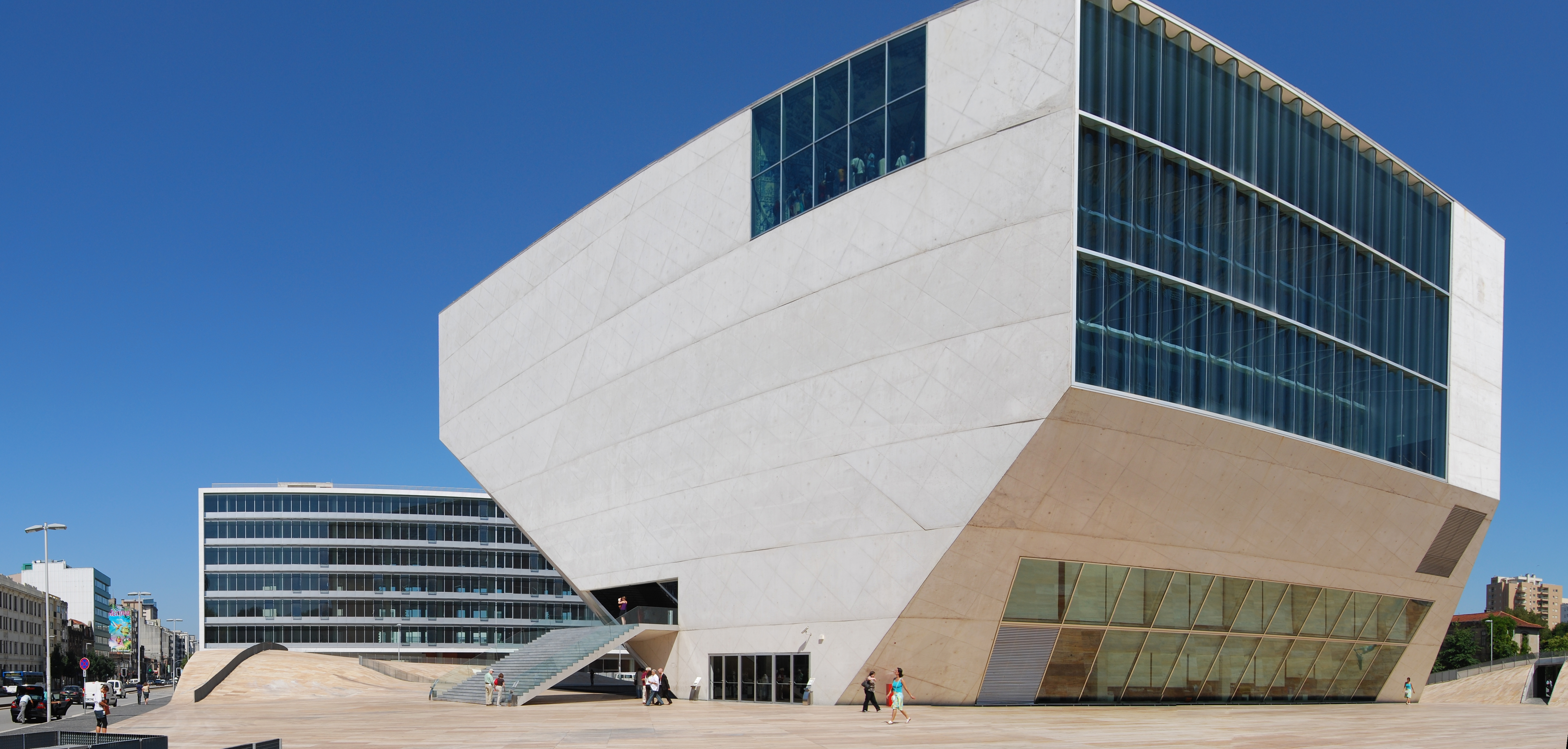
Die Casa da Música in Porto

Supermodernismus ist ein von dem niederländischen Architekturkritiker Hans Ibelings geprägter Begriff und bezeichnet eine Architektur im Zeitalter der Globalisierung.
Der Begriff tauchte Ende des 20. Jahrhunderts auf.
Im Gegensatz zu postmoderner aber auch dekonstruktivistischer Architektur setzt supermodernistische Architektur nicht auf Symbole und Zeichen.
In ihrer Formensprache sollen keine versteckten Botschaften, die intellektuell gedeutet werden können, zu finden sein.
Vielmehr wird auf eine sinnliche Erfahrbarkeit des Raumes durch Material und Lichtstimmung gesetzt.
Ein Bezug auf den regionalen Kontext wird abgelehnt. Man sieht sich eher dem Zeitgeist verpflichtet als örtlichen Traditionen.
Meist wird der Begriff Supermodernismus verwendet, um die vielbeachtete holländische Architektur der 1990er Jahre zu kennzeichnen.
Diese hat sich im Umfeld von Rem Koolhaas (Zitat: Fuck the context) entwickelt.
Globale Architektur ist jedoch seit den 1990er Jahren ein weltweites Phänomen.
So fordern japanische Architekten wie Toyo Ito, oder das Büro Sanaa einen „abstrakten Raum“ der selbstbewusst auf Symbole verzichtet.
Postmoderne und dekonstruktivistische Architektur wurde in der Öffentlichkeit viel beachtet.
In Architektur-Fachzeitschriften wurde in den 1990er Jahren jedoch eine andere Architektur, die sich nicht so leicht über Bilder vermitteln lässt, diskutiert.
Der Begriff Supermodernismus bezieht sich auf die klassische Moderne (jedoch im globalen Zeitalter) .
Er entstand ganz offensichtlich in dem Versuch einer Vervollständigung der spannungsreichen Entwicklung der Architektur im 20. Jahrhundert.
siehe auch: Zweite Moderne